# كورسك (فلم)
كورسك(بالإنجليزية: Kursk) فيلم درامي فرنسي -بلجيكي ناطق بالإنجليزية، من إخراج توماس فنتربيرغ مقتبس من كتاب «وقت الموت» لروبرت مور، عن القصة الحقيقية لكارثة الغواصة كورسك .الفيلم من بطولة ماتياس شونارتس،كولين فيرث،ليا سيدو،بيتر سيمونيسك، ماكس فون سيدو، ماتياس شفيغوفر ومايكل نيكفيست.

## ملخص الفيلم
يدور الفيلم حول الأحداث الحقيقية لغرق الغواصة كي-141 كورسك عام 2000، حيث لقى 118 جنديًا روسيًا حتفهم.. غرقت الغواصة كورسك خلال تمرين بحري في بحر (بارتنس) بعد انفجارات وقعت بداخلها. نجا 23 بحارًا من الحادث، ثم انتظروا على أمل وصول المساعدة في حين ينفذ الأكسجين منهم دقيقة بعد دقيقة. بينما ترفض الحكومة الروسية أي مساعدات من الحكومات الأجنبية على مدار خمسة أيام، قبل أن توافق أخيرًا على مساعدات الحكومات البريطانية والنرويجية.

## فريق العمل
- ماتياس شونارتس في دور ميخائيل كاليكوف ملازم في البحرية الروسية.[2]
- كولين فيرث في دور ديفيد راسيل.[2]
- ليا سيدو في دور تانيا زوجة ميخائيل.[2]
- مارتن برامباخ في دور النقيب شيروكوف

## روابط خارجية
- مقالات تستعمل روابط فنية بلا صلة مع ويكي بيانات